# Макарова Тамара Федорівна
Макарова Тамара Федорівна (13 серпня 1907, Санкт-Петербург — 20 січня 1997, Москва) — радянська і російська актриса, лауреат Сталінської премії (1941, 1947), народна артистка СРСР (1950), Герой Соціалістичної Праці (1982). Член ВКП(б) з 1943 року.

## Біографія
Тамара Макарова народилася 31 липня (13 серпня — за новим стилем) 1907 в Петербурзі в родині військового лікаря. У віці 14 років, захоплювшись театром і балетом, Тамара створила власну трупу, зібравши в ній сусідських дітей. Дворовий театр радував виставами жителів околиць; його навіть зареєстрували, і хлопці почали отримувати пайок. У 1924 році Тамара Макарова, закінчивши школу, вступила в акторську майстерню МАСТФОР. Там вона вперше зустрілася із Сергієм Герасимовим.
У кіно Макарова дебютувала в 1927-му році фільмом «Чужий піджак». На фабрику «РадКіно», що випускала цей фільм, вона потрапила випадково, буквально з вулиці: її привів асистент Козінцева і Трауберга. На зйомках цієї картини вона знову зустрілася з Герасимовим. Молоді люди зблизилися і одружилися. Вся подальша творча діяльність Макарової була пов'язана з чоловіком. За його порадою, у 1927 році вона вступила на кіновідділення Технікуму сценічних мистецтв.
У стрічці Герасимова Тамара Макарова вперше з'явилася в 1934-му році. Це була картина «Чи люблю тебе?», яка не збереглася. На той час Макарова вже встигла попрацювати з такими режисерами, як Пудовкін і Пир'єв, нерідко знімалася з чоловіком. Всесоюзний успіх прийшов до них у 1936-му році з виходом на екрани фільму «Семеро сміливих». Згодом створено низку вдалих спільних робіт — «Комсомольськ», «Учитель», «Маскарад». Остання картина закінчена перед початком війни.
Теми німецько-радянської війни і блокади Ленінграда займають значне місце у творчості Макарової. Подружжя залишалося у місті до 1943-го року. Тамара брала участь в організації оборони Ленінграда, працювала інструктором в Політуправління фронту, сандружинницею, медсестрою. Їх спільною роботою у цей період став фільм «Непереможні» про героїчну боротьбу радянського народу. Фільм поставлений Герасимовим спільно з Михайлом Калатозовим, і Макарова зіграла в ньому одну з головних ролей. Всього на кіностудії «Ленфільм» Макаров пропрацювала 16 років (з 1927-го по 1942-й роки).
Потім пара відправилася в глибокий тил, у Ташкент. Там у них з'явилася прийомна дитина — син Артур, який згодом став відомим письменником і кінодраматургом. Військовій тематиці, тилу присвячена наступна робота подружжя — стрічка «Велика земля».
Повертатися з евакуації в Ленінград родина не стала, переїхала до Москви. З 1944-го року Макарова викладає у ВДІКу, який тепер носить ім'я її чоловіка. В 1968 році вона стала професором цього навчального закладу. Викладання вели з чоловіком спільно, керували майстернею. Серед їхніх учнів такі прославлені артисти, як Сергій Бондарчук, Інна Макарова, Тетяна Ліознова, Людмила Гурченко, Зінаїда Кирієнко, Наталія Фатєєва, Жанна Болотова, Микола Губенко, Євген Жариков, Лариса Лужина, Сергій Никоненко, Галина Польських, Лідія Федосєєва-Шукшина, Наталія Арінбасарова, Наталія Бєлохвостікова, Наталія Бондарчук, Наталія Гвоздікова, Микола Єрьоменко-молодший, Вадим Спиридонов, Талгат Нігматулін.
Справі викладання подружжя Герасимових віддавалося до кінця, вони були однією сім'єю зі студентами, любили знімати їх у своїх фільмах. Мабуть, найяскравіший приклад тому — «Молода гвардія». Цей фільм вивів на орбіту плеяду молодих акторів — студентів ВДІКу: Інну Макарову, Нонну Мордюкову, Сергія Гурзо, Сергія Бондарчука, В'ячеслава Тихонова, Клару Лучко, Віктора Авдюшка і багатьох інших. Над картиною працювали також і студенти інших кінематографічних спеціальностей: оператор В. Шумський та оператор і режисер І. Шатров. На зйомках фільму проходили практику у майбутньому знамениті режисери Юрій Єгоров, Юрій Побєдоносцев і Тетяна Ліознова; художники Ісаак Каплан і Белла Маневич; оператор Валерій Гінзбург.
При цьому Макарова та Герасимов не були професійно залежні один від одного. Тамара Федорівна була не менш успішна у фільмах інших режисерів («Кам'яна квітка», «Клятва»), та й Сергій Апполінарійович був самостійною творчою одиницею. Незважаючи на родинні зв'язки, дружина з'являється тільки в четвертому його фільмі, та й надалі він часто обходився без неї («Тихий Дон», «Біля озера», «Червоне і чорне»). З початку 50-х Макарова знімається значно рідше, в основному у фільмах свого чоловіка. Вона стала також співавтором сценарію дебютного фільму Ліознової «Пам'ять серця» і автором лібрето фільму «Люди і звірі».
Померла Тамара Макарова 20 січня 1997 в Москві. Похована на Новодівичому цвинтарі.

## Фільмографія
- 1927 — Чужий піджак — машиністка Дудкіна
- 1929 — Новий Вавилон
- 1930 — Щасливий Кент — дівчина з Клондайка
- 1931 — Полудень
- 1933 — Дезертир (Теплохід «П'ятирічка») — Грета
- 1933 — Конвеєр смерті
- 1934 — Чи люблю тебе? — Наталя
- 1936 — Семеро сміливих — Женя Охрименко
- 1938 — Комсомольськ — Наташа
- 1938 — Велика заграва
- 1939 — Учитель — Аграфена
- 1941 — Маскарад — Ніна
- 1942 — Непереможні (Ленінградці) — Настя Ковшова, інженер Іжорського заводу
- 1944 — Велика земля — Анна Свіридова
- 1946 — Кам'яна квітка — Господиня Мідної гори
- 1946 — Клятва
- 1948 — Молода гвардія — Кошева
- 1948 — Першокласниця — учителька
- 1948 — Повість про справжню людину — Клавдія Михайлівна
- 1948 — Три зустрічі
- 1951 — Сільський лікар — лікар Тетяна Казакова
- 1956 — Дорога правди
- 1958 — Пам'ять серця — Катерина Іванівна
- 1960 — Весняні грози
- 1962 — Люди і звірі — Анна Андріївна
- 1967 — Журналіст — Паніна
- 1972 — Любити людину — архітектор Петрушкова
- 1974 — Петро Мартинович і роки великого життя
- 1974 — Дочки-матері — Олена Олексіївна Васильєва, педагог-хореограф
- 1980 — Юність Петра — Наталія Кирилівна Наришкіна
- 1980 — На початку славних справ — Наталія Кирилівна Наришкіна
- 1984 — Лев Толстой — Софія Толстая